# Rosslyn Farms
Rosslyn Farms est un borough situé dans le comté d'Allegheny, dans le Commonwealth de Pennsylvanie, aux États-Unis, le long de la Monongahela. Sa population s’élevait à 427 habitants lors du recensement de 2010, estimée à 415 habitants en 2017.

## Histoire
Fondée en 1902 par la Chartiers Land Company, Rosslyn Farms a été développée par William Parrish.
Le nom du borough provient du village de Roslin, en Écosse.

## Source
- (en) Cet article est partiellement ou en totalité issu de l’article de Wikipédia en anglais intitulé « Rosslyn Farms, Pennsylvania » (voir la liste des auteurs).

1. ↑  Ackerman, Jan, « Town names carry bit of history », Pittsburgh Post-Gazette,‎ 10 mai 1984, p. 6 (lire en ligne, consulté le 31 octobre 2015).
2. ↑  « Population and Housing Unit Estimates » (consulté le 24 mars 2018)
3. ↑  « Number and Distribution of Inhabitants:Pennsylvania-Tennessee », sur Fifteenth Census, U.S. Census Bureau
4. ↑  « Number of Inhabitants: Pennsylvania », sur 18th Census of the United States, U.S. Census Bureau (consulté le 22 novembre 2013)
5. ↑  « Pennsylvania: Population and Housing Unit Counts », U.S. Census Bureau (consulté le 22 novembre 2013)
6. ↑  « American FactFinder », Bureau du recensement des États-Unis (consulté le 31 janvier 2008)
7. ↑  « Annual Estimates of the Resident Population » [archive du 19 octobre 2013], U.S. Census Bureau (consulté le 22 novembre 2013)